# Sven-Olof Lundgren
Sven-Olof Lundgren (ur. 3 listopada 1908 w Örnsköldsvik, zm. 26 marca 1946 tamże) – szwedzki skoczek narciarski.
W 1928 został drużynowym mistrzem Szwecji. Rok później zdobył tytuł zarówno w zawodach drużynowych, jak i indywidualnych.
Był pierwszym indywidualnym mistrzem Szwecji reprezentującym klub IF Friska Viljor.
Wystąpił na zimowych igrzyskach w 1928, na których zajął 5. miejsce w zawodach indywidualnych na skoczni normalnej z notą 16,708 pkt. W pierwszej serii skoczył 48 m, a w drugiej – 59 m.